# 요네다정
요네다정(米田町)은 효고현 인나미군에 설치되었던 정이다. 현재의 다카사고시·가코가와시에 해당한다.